# Perdita nitens
Perdita nitens är en biart som beskrevs av Timberlake 1956. Perdita nitens ingår i släktet Perdita och familjen grävbin. Inga underarter finns listade i Catalogue of Life.